# Kintzheim
 Kintzheim (en alsacià Kínze) és un municipi francès, situat a la regió del Gran Est, al departament del Baix Rin. L'any 1999 tenia 1.493 habitants. Limita amb Sélestat a l'est, Orschwiller al sud, Lièpvre a l'oest, La Vancelle i Châtenois al nord.
Forma part del cantó de Sélestat, del districte de Sélestat-Erstein i de la Comunitat de comunes de Sélestat.

## Demografia
| 1962  | 1968  | 1975  | 1982  | 1990  | 1999  |
| ----- | ----- | ----- | ----- | ----- | ----- |
| 1.107 | 1.333 | 1.486 | 1.479 | 1.449 | 1.493 |

## Administració
| Període   | Identitat      | Partit |
| --------- | -------------- | ------ |
| 1946-1947 | Félix Koenig   |        |
| 1947-1977 | René Koenig    |        |
| 1977-1989 | Alphonse Jenny |        |
| 1989-     | Francis Weyh   |        |